# Gabriël Minneboo
Gabriël Minneboo –conocido como Gaby Minneboo– (Veere, 12 de junio de 1945) es un deportista neerlandés que compitió en ciclismo en la modalidad de pista, especialista en la prueba de medio fondo.
Ganó ocho medallas en el Campeonato Mundial de Ciclismo en Pista entre los años 1972 y 1982.

## Medallero internacional
| Campeonato Mundial | Campeonato Mundial           | Campeonato Mundial | Campeonato Mundial |
| Año                | Lugar                        | Medalla            | Competición        |
| ------------------ | ---------------------------- | ------------------ | ------------------ |
| 1972               | Marsella ( Francia)          | Medalla de bronce  | Medio fondo (A)    |
| 1973               | San Sebastián ( España)      | Medalla de bronce  | Medio fondo (A)    |
| 1975               | Rocourt ( Bélgica)           | Medalla de oro     | Medio fondo (A)    |
| 1976               | Monteroni di Lecce ( Italia) | Medalla de oro     | Medio fondo (A)    |
| 1977               | San Cristóbal ( Venezuela)   | Medalla de oro     | Medio fondo (A)    |
| 1979               | Ámsterdam ( Países Bajos)    | Medalla de bronce  | Medio fondo (A)    |
| 1980               | Besanzón ( Francia)          | Medalla de oro     | Medio fondo (A)    |
| 1982               | Leicester ( Reino Unido)     | Medalla de oro     | Medio fondo (A)    |